# Vassdalseggi
Vassdalseggi er et bjerg som ligger på grænsen mellem kommunerne Suldal i Rogaland og Vinje i Vestfold og Telemark fylker i Norge. Det har en højde på 1.658 meter over havet.> Vassdalseggi er det højeste punkt i Rogaland fylke, og det tredje højeste i  det tidligere Telemark fylke. Mod sydøst er der to navnløse toppe på henholdsvis 1.620 og 1.602 moh.
Det går sti til den højeste top fra Haukeliseter i nordøst.